# Lavandia-Syndrom
Das Lavandia-Syndrom (englisch Lavender Town Syndrome) ist eine moderne Sage über die erste Generation der Pokémon-Spielereihe. Es besagt, dass die Musik, die in der Stadt Lavandia gespielt wird, im Frühjahr des Jahres 1996 in Japan für den Suizid hunderter Kinder verantwortlich gewesen sei.

## Hintergrund
Die Hintergrundmusik, die in der Stadt Lavandia in der ersten Generation der Pokémon-Spiele gespielt wird, wurde im Jahr 2012 von der auf Horror spezialisierten Webseite Bloody Disgusting zum zweitgruseligsten in einem Videospiel verwendeten Track gewählt. Ausschlaggebend für die Platzierung war für Brittany Vincent, dass der „täuschend ruhige Klang vielen Spielern als eine der furchterregendsten Kindheitserinnerungen darstelle“. Die Musik der Stadt Lavandia wurde von Jun’ichi Masuda komponiert und kombiniere laut Vincent scharfe Chiptune-Klänge mit einer „Aneinanderreihung erschütternder Akkorde“, um eine unheimliche Atmosphäre zu erzeugen.
Im Jahr 2010 veröffentlichte ein anonymer Nutzer der Webseite Pastebin eine Creepypasta, die besagt, dass die Musik im Frühjahr des Jahres 1996 über 100 Kinder in Japan in den Suizid gezwungen habe. Andere Kinder hätten Nasenbluten, Kopfschmerzen, Halluzinationen, Panikattacken oder Schlafstörungen erlitten oder sich irrational aggressiv verhalten. Laut dieser modernen Sage hätten binaurale Beats die Gehirne der Kinder geschädigt, wobei Erwachsene hingegen eine Immunität aufwiesen. Die so fabrizierte Krankheit wurde Lavandia-Syndrom genannt; die Geschichte verbreitete sich binnen kürzester Zeit rapide im Internet, unter anderem durch Seiten wie 4chan.
Mit der Zeit fügten viele Leute weitere Details hinzu, um die Erzählung glaubhafter darzustellen. So wurden etwa mithilfe des Bildbearbeitungsprogramms Photoshop Bilder von Gespenstern in Spektrogramme der Lavandia-Musik hinzugefügt. Mark Hill von Kill Screen beschrieb, dass der Reiz am Lavandia-Syndrom durch das Verderben von unschuldigen Symbolen der Kindheit komme, und verglich dies mit der Episode Dennō Senshi Porigon, einer Episode des Pokémon-Anime, die in Japan bei hunderten Kindern epileptische Anfälle verursachte.

## Reaktion
Für eine Ereignung des vermeintlichen Vorfalls gibt es bis heute keine Belege. Auch gibt es keine Zahlen, die auf eine erhöhte Suizidrate in dem besagten Zeitraum hinweisen.